# Георг Зіммель
Гео́рг Зі́ммель (нім. Georg Simmel; 1 березня 1858, Берлін — 28 вересня 1918, Страсбур)  — німецький філософ і соціолог єврейського походження, один із головних представників пізньої «філософії життя». Розробляв переважно проблеми філософії, культури та соціології.

## Біографія
Закінчив Берлінський університет, 1901 — його екстраординарний професор. З 1914 — професор Страсбурзького університету. На різних етапах своєї творчості відчув вплив ідей раннього позитивізму і натуралізму (Герберт Спенсер, Густав Фехнер), філософії життя Шопенгауера та Ніцше, Бергсона, Ділипея, Гегеля, Маркса.
Прийнято розрізняти три етапи духовної еволюції 3іммеля. Перший — натуралістичний — пов'язаний з впливом на 3іммеля прагматизму, соціал-дарвінізму і спенсерівського еволюціонізму з характерним для останнього принципом диференціації, що застосовується як універсальне знаряддя при аналізі розвитку в будь-якій сфері природи, виробництва і культури. Другий — неокантіанський. У центрі уваги 3іммеля на цьому етапі — цінності і культура, зараховують до сфери, що лежить по той бік природного каузальності; діяльність гуманітаріїв розуміється як «трансцендентальна формотворчість». Джерело творчості — особистість з її апріорно заданим способом бачення. Парадоксальний зміст так званого «особистісного» апріорі пізніше виражається 3іммелем у понятті «індивідуального закону». Відповідно до форм бачення виникають різноманітні «світи» культури: релігія, філософія, наука, мистецтво та ін — кожен зі своєрідною внутрішньою організацією, приватно унікальною «логікою». Для філософії, наприклад, характерне осягнення світу в його цілісності; цю цілісність філософ вбачає через кожну конкретну річ, причому цей спосіб бачення не може бути ні підтвердженим, ні спростованим наукою. 3іммель говорить у цьому зв'язку про різні «дистанції пізнання»; відмінність дистанцій визначає відмінність образів світу. Індивід завжди живе в кількох світах, і в цьому — джерело його внутрішніх конфліктів, що мають глибинні підстави в «життя».
У цей же період сформувалися основні ідеї 3іммеля в області соціального знання і соціології культури. Мета соціологічного вивчення, можливого в різних науках про суспільство — вичленення з їхнього сукупного предмета особливого ряду фактів, що стає специфічним предметом соціології — форм усупільнення (Formen der Vergesellschaftung). Соціологія в цьому значенні подібна до граматики, яка відділяє чисті форми мови від змісту, в якому живі ці форми. За виявленням форм повинно слідувати їхнє упорядкування і систематизація, психологічне обґрунтування та опис в історичній зміні й розвитку. Зіставлення форми й змісту потрібно розуміти як зіставлення «матерії» соціальної взаємодії — культурно-історично зумовлених продуктів людського духу, цілей, прагнень, потреб індивідів, тих, що найчастіше повторюються, характерних для всіх і будь-яких епох і подій структур взаємодії, в поєднанні, в сукупності яких існує людське суспільство. Ці форми усупільнення 3іммель іноді називає культурними формами. Найважливіша з класифікацій культурних форм — класифікація за ступенем їх віддаленості від безпосередності переживання, від «потоку життя». Ближче усього до життя спонтанні форми, такі як обмін, дарування, наслідування, форми поведінки натовпу тощо. Дещо більш віддалені від життєвих понять економічні та інші організації. Найбільшу дистанцію від безпосередності життя зберігають форми, названі 3іммелем чистими або «ігровими». Вони чисті, тому що зміст, що колись наповнював їх, зник. Це такі форми, як «старий режим», тобто політична форма, що пережила свій час і більше не відповідає запитам індивідів, що беруть участь в ній, «наука для науки» — знання, відірване від потреб людства, «мистецтво для мистецтва», «кокетство», позбавлене безпосередності любовного переживання.
Сучасний соціально-культурний розвиток 3іммель розглядає як постійне посилення розриву між формами та змістом у суспільному процесі, постійне і наростаюче спустошення культурних форм, що супроводжується індивідуалізацією людини і збільшенням людської свободи. Конкретно це виражається в інтелектуалізації суспільства і розвитку грошового господарства. Ці два процеси йдуть паралельно, вони до того ж аналогічні один одному. Обидва символізують собою зростання «формалізації», відірваної від змісту. Інтелект «позаякісний», предметом інтелектуальних (логічних) операцій може бути бажане, але критерії правильності цих операцій безвідносні до предмета. Те ж саме щодо до грошей. Гроші — формальний критерій цінності, що зрівнює все і вся, людей і речі, людей між собою. Інтелект забезпечує легкість розуміння, зворотною стороною якої стає рівняння всього, пониження загального рівня душевного життя і переживання. Аналогічно гроші дедалі більше виключають будь-який вияв безпосередності. Запановує загальне відчуження: гроші віднімають у виробленої речі її доцільний характер, перетворюють її в засіб, працівник виявляється відчуженим від продукту своєї праці; гроші просторово, а потім і духовно відділяють людину речей, що їй належать, — власник відчужується від володіння тощо. В цьому процесі загального відчуження люди втрачають якості своєї особистості, переходять в одновимірність, перестають бути такими, що віддають перевагу і обираються. Символом міжлюдських відносин стає проституція. Природа проституції і природа грошей аналогічні: «Байдужість, з якою вони вдаються всякому новому вживанню, легкість, з якою вони покидають будь-якого суб'єкта, бо насправді не пов'язані з жодним, речовість, що виключає будь-який серцевий рух, властива їм як чистим коштам, — все це змушує провести фатальну аналогію між грошима і проституцією». 3іммель досліджує культурну функцію грошей і логічної свідомості в усьому їхньому найтоншому опосередкуванні і виявах, виявляючи «стильову єдність» сучасної культури. Цей домінантний стиль — об'єктивність: об'єктивність грошей і об'єктивність логічних форм. Стиль визначає значення епохи — зростання спустошення культурних форм, відрив їх від змісту, перетворення в самодомінантні ігрові форми.
Для останнього, третього етапу творчості 3іммеля характерна зосередженість на проблемі «життя». Життя як порив, чиста і безформна вітальність, реалізується в самообмеженні шляхом форм, що вона сама створює. На вітальному рівні ця форма й межа — смерть; смерть не приходить ззовні, життя несе її в собі. На «трансвітальному» рівні життя пересилює власну обмеженість, утворюючи «більш-життя» (Mehr-Leben) і «більше-ніж-життя» (Mehr-als-Leben) — відносно стійкі утворення, породжені життям, що протистоять йому в його вічній плинності та мінливості. «Більш-життя» і «більш-ніж-життя» є формами культури. Культура протистоїть не тільки вітальності, голій життєвій силі, але й духовності, втіленої в творчості й емоційних рухах. Факти життя, такі як праця, творчість, стають цінностями культури лише тоді, коли перевершують рамки свого природного, власного існування і, будучи розглянутими з точки зору певного культурного ідеалу, вміщуються в культурний контекст. Життя і дух творять культуру шляхом саморефлексії.
На цьому шляху філософія життя трансформується у 3іммеля в філософію культури. Культура, «піднісшись» над життям, знаходить власну динаміку, власні відносно автономні закономірності та логіку розвитку, але при цьому, будучи відірваною від життєвої стихії, втрачає життєвий зміст, перетворюється в порожню форму, в чисту «логіку», не здатну вже вміщати в себе рух життя, що розвивається. У самий момент їхнього зародження, в момент творчості, культурні явища відповідають життю, але з її розвитком наче «віддаляються» від нього, стають йому чужими та іноді навіть ворожими. 3іммель приводить приклади: астрономія, що служила потребам землеробства і мореплавства, починає розвиватися «заради самої себе»; соціальні ролі, втрачаючи свій життєвий зміст, перетворюються в театральні маски; реальні сутички стають грою, спортом; любов, відірвана від безпосередніх життєвих імпульсів, приймає форму кокетства. Життя сама по собі бесформенним, говорить Зіммель, так що не може існувати форма, яка відповідала б суті життя. Тому чергування культурних форм позбавлене доцільності. Воно не є картиною прогресу чи регресу. Зростання ціннісного змісту життя не є, отже, розвитком і поглибленням якоїсь культурної логіки; воно є лише кількісним зростанням культурно оформленого матеріалу життя. Тому зростання культури є, суворо говорячи, не прогрес культури, а процес релятивізації культурних цінностей. Цей процес міг би бути зупинений лише в тому разі, якби життя зуміло виявити себе в голій безпосередності, поза всякими формами. Однак — і в цьому джерело трагічного внутрішнього конфлікту культури — «все пізнання, воління, творчість можуть лише замінювати одну форму іншою, але ніколи саму форму життя — чимсь потойбічним щодо форми взагалі» (Конфлікт сучасної культури. Пг., 1923, с.238). Суперечність життя і культури не може бути примирена: життя не здатне виразити себе поза культурою, а культура не в силах дати життю адекватного йому вираження. В усвідомленні нездоланності цієї суперечності складається, за Зіммелем, трагедія культури.
Характерною рисою сучасного йому етапу розвитку культури 3іммель вважав боротьбу життя проти принципу форми взагалі, тобто проти культури як такої. Головна суперечність полягає в тому, що чим більш формалізуються соціальні та культурні утворення, тим більше відчуженим від них виявляється індивід як такий, що втілює в своєму творчому, «душевному» існуванні глибинні тенденції самого життя. Відчуження виявляється рівнозначним свободі, і єдиним регулятором моральної поведінки стає індивідуальний закон — унікально-особове апріорі, що визначає життя і поведінку індивіда і знаменує собою (нарівні зі створенням культурних форм) здатність життя до творчості і художнього саморегулювання. Висновками з його культурфілософської концепції стають культурний песимізм і глибокий індивідуалізм. Зіммель дав власне пояснення джерел та природи «духу капіталізму», пояснивши його як панування грошей та інтелекту. На відміну від Вебера, що запропонував альтернативне розуміння капіталістичного духу, концепція Зіммеля також виявилася глибоко песимістичною. І у Вебера, і у Зіммеля головну роль грає «раціоналізація» світу, але у Вебера пафос раціоналізації — це пафос безмежного пізнання і оволодіння природою і суспільством, в той час як у Зіммеля мова йде про постійне спустошення та обідніння світу, зниження якості душевного переживання, зрештою, зниженні якості людини.
Ідеї Зіммеля через Лукача, Блоха і інших вплинули на формування культуркритичної позиції неомарксизму і знайшли вираження в сучасній філософській антропології. Хоч 3іммель і не залишив після себе школи або груп відданих послідовників, багатство ідей, виражених в його творах, постійно розробляється в різних напрямах філософських та соціологічних досліджень.